# Krokegöl (Döderhults socken, Småland)
Krokegöl är en sjö i Oskarshamns kommun i Småland och ingår i Viråns huvudavrinningsområde.